# Afstandskvadratloven
 Der er for få eller ingen kildehenvisninger i denne artikel, hvilket er et problem. Du kan hjælpe ved at angive troværdige kilder til de påstande, som fremføres i artiklen.

Afstandskvadratloven beskriver den matematiske sammenhæng mellem strålingsintensitet og afstanden til en given strålingskilde. 
Hvis P betegner effekten af en punktkilde, er strålingsintensiteten I et givent sted i afstanden r givet ved følgende:
{\displaystyle I={\frac {\mathrm {P} _{kilde}}{\mathrm {4} \times \pi \times r^{2}}}}
Afstandskvadratloven finder ofte anvendelse indenfor fysikken. 

## Beskrivelse af afstandskvadratloven - formlen
Effekten af strålingskilden afbildes som Pkilde, som har enheden Watt. 
Intensiteten måles i Watt pr. kvadratmeter (W/m2), samt fortæller hvor koncentreret strålingen er. 
Loven bruger formlen for overfladen af en kugle, med enheden kvadratmeter m2. 

## Loven kan beskrives ud fra 3 antagelser
(1) Hvis en radioaktiv kilde befinder sig i centrum af en kugleflade, og strålingen ikke absorberes på sin vej fra den givne kilde til kuglefladen (dvs. et vakuum), vil effekten, hvor strålingen rammer denne overflade, være lig effekten af den udstrålede radioaktive kilde (Pstråle=Pkilde) 
(2) Overfladearealet af kuglefladen er {\displaystyle 4\cdot \pi \cdot r^{2}}, hvor r er radius. 
(3) Den radioaktive kilde udsender lige meget stråling i alle retninger, dvs. at intensiteten er lige stor overalt på kuglefladen.

## Beskrivelsen af loven
Afstandskvadratloven beskriver at intensiteten er afhængig af afstanden af kvadratet. Det betyder at hvis afstanden mellem strålingskilden og personen halveres, firdobles intensiteten. Effekten af strålingskilden kan bestemmes ud fra formlen: 
Pkilde = A * Epr. henfald 

## Beskrivelse af effektformlen
Pkilde  beskriver den effekt, som den givne strålingskilde afgiver i form af watt. 
A beskriver aktiviteten, som måles i Bq, som står for 1 henfald pr. sekund 
Epr. henfald  beskriver den energi, der udstråles for hvert henfald.

## Matematisk forståelse
Hvis man ser afstandskvadratloven i forhold til brugen i matematik, vil man afbilde intensiteten som den omvendte proportionalitet af afstanden. Dvs. jo længere væk personen eller objektet er i forhold til strålingskilden, vil intensiteten af kilden aftage med kvadratet. Dette kan afbildes med formlen: 
{\displaystyle {\mbox{Intensitet}}\ \propto \ {\frac {1}{{\mbox{afstand}}^{2}}}\,} eller {\displaystyle I(r)={\frac {I_{0}}{r^{2}}}}
Det er muligt at påvise denne sammenhæng. Dette gøres ved at afbilde I(r) som funktion af r i et dobbelt logaritmisk koordinatsystem. Derfor gælder følgende: 
{\displaystyle I(r)={\frac {I_{0}}{r^{2}}}} medfør I(r) =  {\displaystyle I(r)=I_{0}\times r^{-2}}
medfør {\displaystyle \log(I(r))=\log \left(I_{0}\times r^{-2}\right)}
medfør {\displaystyle \log(I(r))=\log \left(I_{0}\right)+\log \left(r^{-2}\right)}
medfør {\displaystyle \log(I(r))=\log \left(I_{0}\right)-2\log \left(r\right)}
Den sidste omskrivning beskriver at, når man afbilder {\displaystyle \log(I(r))}som funktion af  {\displaystyle \log(r)}, så bliver grafen en ret linje, hvor funktionen skær y-aksens i  {\displaystyle \log(I_{0})} og har en hældning på -2. 
(I0 beskriver stadig effekten som den givne strålingskilde afgiver)

## Absorption af radioaktiv stråling
Radioaktiv stråling kan blive bremset eller stoppet ved at forskellige materialer absorberer strålingen. Dette afhænger meget hvilken type stråling, man har med at gøre. Strålingen sættes også i forhold til afstandskvadratloven, da effekten af strålingen afhænger af afstanden mellem objektet og kilden.

### Definition af de tre almindeligste radioaktive strålinger
Alfastråling 
Alfastråling består af en He (helium) 4-nuklider. Alfastråling er i høj grad mulig at bremse ved brug af luft-molekyler. Luftmolekylerne vil ionisere med alfapartikler og medføre at alfastrålingen kun har mulighed at nå en afstand på 3-5 cm. 
Betastråling
Betastråling (henfald af elektron & proton) når længere end alfastråling, da henfaldet er lettere end alfastrålingen (elektron og proton). Dog når den ikke meget længere end alfastrålingen, da beta-partikler også bliver bremset ned af luftpartikler, som bliver ioniseret sig med betastrålingen.
Gammastråling
Gammastråling, som består af højenergetiske fotoner, bliver ikke bremset ned af luftpartikler, eftersom fotoner som regel afgiver al sin energi på en gang eller i meget få portioner. Gammastråling kan nemt passere igennem luft og de fleste stoffer uden at blive bremset. Gammastrålingen vil først blive absorberet og bremset af massive materialer, som har en høj densitet (bly).

## Bestem intensiteten efter absorption af gammastråling
Man kan beregne intensiteten efter absorption af gammastrålingen. Her afhænger energien både fra de foton strålinger fra det absorberende materiale, densitet, samt tykkelsen.  Intensiteten kan beregnes ud fra formlen:
I = I0 * e- µ*x
Hvor 
I = intensiteten er den stråling, som har passeret det
absorberende materiale. Intensiteten måles i W/m2 
I0 = intensiteten af det samme sted men et absorberende
materiale. Intensitet måles i W/m2
µ = absorptionskoefficienten, som måles i SI- enheden m-1. 
x = tykkelsen af det absorberende materiale 
Absorptionskoefficienten (µ)  er defineret som SI-enheden m-1. Denne størrelse afhænger både af det absorberende materiale og af energien af de udsendte gamma-fotoner. Absorptionskoefficienter bliver derfor typisk angivet i grafer for udvalgte grundstoffer.

## Eksempler som opfylder afstandskvadratloven
- Solens solstrålings intensitet falder med kvadratet på afstanden fra solen. I jordens afstand fra solen er intensiteten ca. 1367 W/m² og kaldes "solarkonstanten". I 2 gange afstanden fra solen vil intensiteten være ca. 1367/(2^2) W/m². I princippet er det forkert at skrive "/m²" når anvendt med afstandskvadratloven, da man egentlig mener krumme arealer på en kugles overfladeudsnit (steradian [kilde mangler]) - og ikke et plant areal.
- Laserlys opfylder også afstandskvadratloven.
- Gammastråling
- Røntgenstråling og radioaktive isotoper. Hvis afstanden fra strålingskilden til et punkt er 1 meter, og derefter øges til det dobbelte - altså til 2 meter, vil der være 4 gange mindre stråling 2 meter fra strålingskilden, end fra udgangspunktet på 1 meter.

## Eksempler som ikke opfylder afstandskvadratloven
- Strålings partikelen som f.eks. en foton og en elektron, da effekten ikke bliver større eller formindsket med afstanden.